# Ukrainischer Nationalrat der Westukrainischen Volksrepublik
Der Ukrainische Nationalrat (ukrainisch Українська національна рада) war die Vertretung der Ukrainer in Galizien und der Bukowina und in der Westukrainischen Volksrepublik von Oktober 1918 bis Juni 1919.

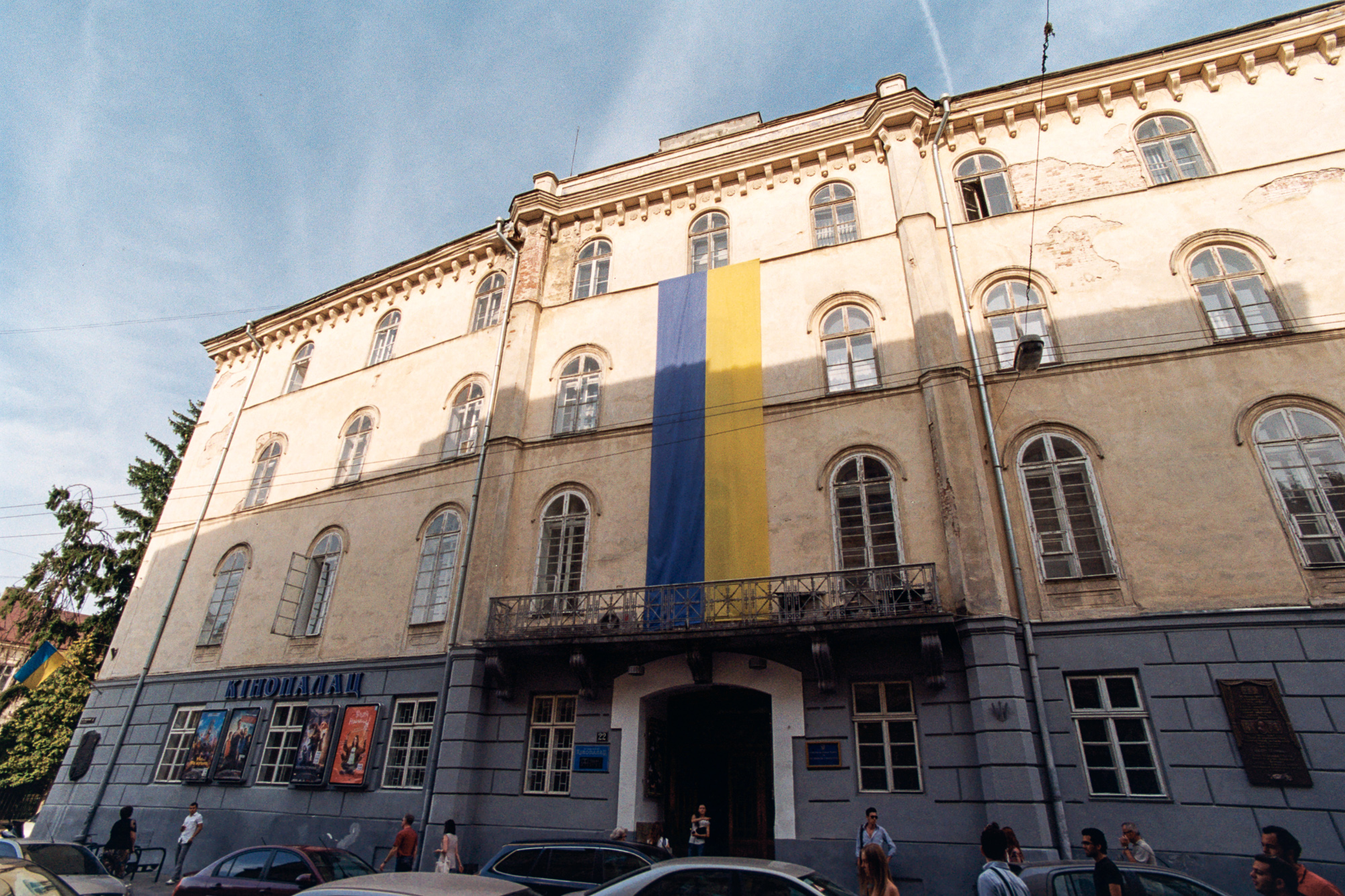
Das Volkshaus in Lwiw; Versammlungsstätte des Nationalrats

## Geschichte
Am 18. Oktober 1918 wurde der Ukrainische Nationalrat auf einem Kongress (Konstituante) von etwa 500 Vertretern der Kronländer Galizien und Bukowina des Kaiserreichs Österreich-Ungarn in Lwiw gegründet. Es sollte die Interessen der Bevölkerung dieser Gebiete mit dem Ziel einer Selbstverwaltung organisieren.
Zum Nationalrat gehörten alle Abgeordneten der beiden Kammern der Habsburgermonarchie aus Galizien und der Bukowina, Mitglieder von regionalen und kommunalen Parlamenten, je drei Vertreter der größten ukrainischen Parteien sowie parteilose Experten und Vertreter der Kirchen. Vorgesehen waren insgesamt 226 Mitglieder, darunter 160 Ukrainer, 33 Polen, 27 Juden und 6 Deutsche, tatsächlich gab es nur 150 ukrainische Vertreter. Der Nationalrat wurde geführt von einem Präsidium aus neun Mitgliedern und einem Präsidenten. Diese kamen aus der Ukrainischen Nationaldemokratischen Partei, den Sozialrevolutionären und zwei Radikale. Erster Präsident war Kost Lewyzkyj.
Am 9. November rief der Ukrainische Nationalrat nach dem Zusammenbruch der Habsburgermonarchie die Westukrainische Volksrepublik in Galizien und der Bukowina aus. Leitungsorgan wurde ein Staatssekretariat als Regierung. Der Nationalrat fungierte als gesetzgeberisches Gremium und Kontrollorgan.
Am 9. Juni 1919 stellte der Nationalrat seine Tätigkeit nach dem Vormarsch polnischer Truppen bis zum Sbrutsch ein und übergab die Macht an Jewhen Petruschewytsch als Diktator.